# Din for evigt
Din for evigt er det fjerde studiealbum af den danske sanger og sangskriver Burhan G. Albummet udkom den 7. oktober 2013 på Copenhagen Records. Burhan G har kaldt albummet for sit mest personlige til dato, da det omhandler hans forhold til psykologen Sarah Zobel. Teksterne er ifølge sangeren "som at læse i min dagbog", mens musikken er inspireret af rockbands som Journey, Chicago og Genesis. Din for evigt debuterede på førstepladsen af album-listen, og blev dermed sangerens første nummer ét-album. Albummet var det syvende bedst sælgende i Danmark i 2013. I januar 2014 modtog albummet platin for 20.000 solgte eksemplarer.
Albummets første single "Din for evigt" udkom den 11. marts 2013, og er skrevet i samarbejde med Ankerstjerne. Den 19. august 2013 udkom andensinglen "Kalder mig hjem". Begge singler har modtaget guld for download, og dobbelt-platin for streaming.

## Singler
Albummets første single, "Din for evigt" udkom den 11. marts 2013. Sangen opnåede en førsteplads på download-listen, og en tredjeplads på streaming-listen. "Din for evigt" har modtaget platin for 30.000 downloads, og dobbelt platin for 3,6 millioner streams. Musikalsk er sangen inspireret af Roxettes "Spending My Time" (1991).
"Kalder mig hjem" udkom som albummets anden single den 19. august 2013. Sangen er en kærlighedserklæring til Burhan G's mor: "Den her sang har været længe undervejs. Det er nok den sang, som har været sværest at skrive i hele min karriere. Men måske også den vigtigste. Svær, fordi der er store følelser i spil, og ordene skulle komme rigtigt ud. Vigtigst, fordi den er skrevet til den mest betydningsfulde kvinde i mit liv." Den 25. september udkom en akustisk version af sangen på Spotify. "Kalder mig hjem" har opnået en førsteplads på download-listen, og en andenplads på streaming-listen. Sangen har modtaget guld for 15.000 downloads, og dobbelt platin for 3,6 millioner streams.
Den tredje single "Ikke i nat, ikke endnu" udkom den 10. februar 2014. Ifølge Burhan G handler sangen om forelskelse, og tiden efter et brud: "Tanken om, hvad man kunne have haft sammen, hvis man ikke var gået fra hinanden opstår. Og et eller andet sted indeni vil man altid elske det menneske, for det han eller hun betød for én – og det, man havde sammen". I april 2014 modtog sangen guld for 1,3 millioner streams.
"Karma", featuring L.O.C., udkom som albummets fjerde single den 19. maj 2014. Singlen blev certificeret platin for 2,6 millioner streams i juni 2014. Ifølge Burhan G er "Karma" dét nummer, der skiller sig mest ud fra resten af albummet. Burhan G ville have at sangen skulle lyde anderledes end noget han eller L.O.C. har lavet, og derfor synger L.O.C. omkvædet i stedet for at rappe. Om samarbejdet har L.O.C. udtalt: "Normalt ville man have en eller anden idé om, at jeg skulle ind i Burhans univers, eller at han skulle ind i mit. Men det stikker meget ud fra det, vi begge plejer at lave. Burhan er mere flabet, mens jeg er mere blød, end jeg plejer".
Den 27. oktober 2014 udkom albummets femte single "Kærlighed & krig", i en ny udgave med den svenske sangerinde Molly Sandén. Da Burhan G var i Sverige for at arbejde på sit kommende femte album hørte han en sang med Molly Sandén i radioen, og tog herefter kontakt til hende for at indspille en dansk-svensk udgave af "Kærlighed & kirg". Singlen var den mest spillede danske sang i dansk radio i 2015.

## Anmeldelser
Lars Rix fra Berlingske gav albummet fire ud af seks stjerner. Han fremhævede kombinationen af det maskuline med det følsomme på titelnummeret "Din for evigt", som albummets bedste sang. Anmelderen kritiserede albummet for at være for ensidigt og savnede "vildskab" og "farlighed": "Lidt mere af den maskuline side med andre ord, så det hele ikke ender i tårefremkaldende korarrangementer og violiner."
Anmelderen fra Gaffa, Sohail Hassan gav Din for evigt tre ud af seks stjerner, og skrev at albummet følger "samme opskrift af stærkt følelsesladede ballader med blandet succes", og konkluderede: "Af og til rammes man af Burhans enestående evne til at ramme helt rigtigt, men for det meste er det kedeligt og bliver trættende i længden."
Mest kritisk var Thomas Treo fra Ekstra Bladet der gav albummet én ud af seks stjerner. Treo kaldte albummet for "håbløs" og "popmusikkens seneste svar på reality-tv". Han kritiserede teksterne for at være "sms-tekster", og musiksiden en "discountproduktion".

## Spor
- Alle sange er produceret af Burhan G, undtagen "Karma" som er produceret af Burhan G og Fridolin Nordsø.

| #   | Titel                                             | Sangskriver(e)                                     | Længde |
| --- | ------------------------------------------------- | -------------------------------------------------- | ------ |
| 1.  | "Før byen vågner"                                 | Burhan Genc, Lars Ankerstjerne                     | 4:19   |
| 2.  | "Din for evigt"                                   | Genc, Ankerstjerne                                 | 4:20   |
| 3.  | "Kalder mig hjem"                                 | Genc, Ankerstjerne                                 | 3:33   |
| 4.  | "Kærlighed & krig" (featuring Caroline Franceska) | Genc, Ankerstjerne                                 | 5:03   |
| 5.  | "Ikke i nat, ikke endnu"                          | Genc, Ankerstjerne                                 | 4:00   |
| 6.  | "Karma" (featuring L.O.C.)                        | Genc, Ankerstjerne, Liam O'Connor, Fridolin Nordsø | 3:09   |
| 7.  | "Et bedre sted"                                   | Genc, Ankerstjerne                                 | 4:07   |
| 8.  | "Verden drejer" (featuring Shaka Loveless)        | Genc, Ankerstjerne, Shaka Loveless                 | 3:44   |
| 9.  | "Tænk på mig"                                     | Genc, Ankerstjerne                                 | 4:57   |
| 10. | "Lever for dig"                                   | Genc, Ankerstjerne                                 | 4:25   |

| 1.  | "Før byen vågner"                                 | Burhan Genc, Lars Ankerstjerne                     | 4:19 |
| 2.  | "Din for evigt"                                   | Genc, Ankerstjerne                                 | 4:20 |
| 3.  | "Kalder mig hjem"                                 | Genc, Ankerstjerne                                 | 3:33 |
| 4.  | "Kærlighed & krig" (featuring Molly Sandén)       | Genc, Ankerstjerne                                 | 3:55 |
| 5.  | "Ikke i nat, ikke endnu"                          | Genc, Ankerstjerne                                 | 4:00 |
| 6.  | "Karma" (featuring L.O.C.)                        | Genc, Ankerstjerne, Liam O'Connor, Fridolin Nordsø | 3:09 |
| 7.  | "Et bedre sted"                                   | Genc, Ankerstjerne                                 | 4:07 |
| 8.  | "Verden drejer" (featuring Shaka Loveless)        | Genc, Ankerstjerne, Shaka Loveless                 | 3:44 |
| 9.  | "Tænk på mig"                                     | Genc, Ankerstjerne                                 | 4:57 |
| 10. | "Lever for dig"                                   | Genc, Ankerstjerne                                 | 4:25 |
| 11. | "Kærlighed & krig" (featuring Caroline Franceska) | Genc, Ankerstjerne                                 | 5:03 |

## Hitlister og certificeringer

### Ugentlige hitlister
| Hitliste (2013) | Højeste placering |
| --------------- | ----------------- |
| Danmark         | 1                 |

### Årslister
| Hitliste (2013) | Placering |
| --------------- | --------- |
| Danmark         | 7         |
| Hitliste (2014) | Placering |
| Danmark         | 21        |
| Hitliste (2015) | Placering |
| Danmark         | 35        |
| Hitliste (2016) | Placering |
| Danmark         | 84        |
| Hitliste (2017) | Placering |
| Danmark         | 85        |

### Certificeringer
| Land (Organisation) | Certificering |
| ------------------- | ------------- |
| Danmark (IFPI)      | Platin        |